# Wittenstein SE

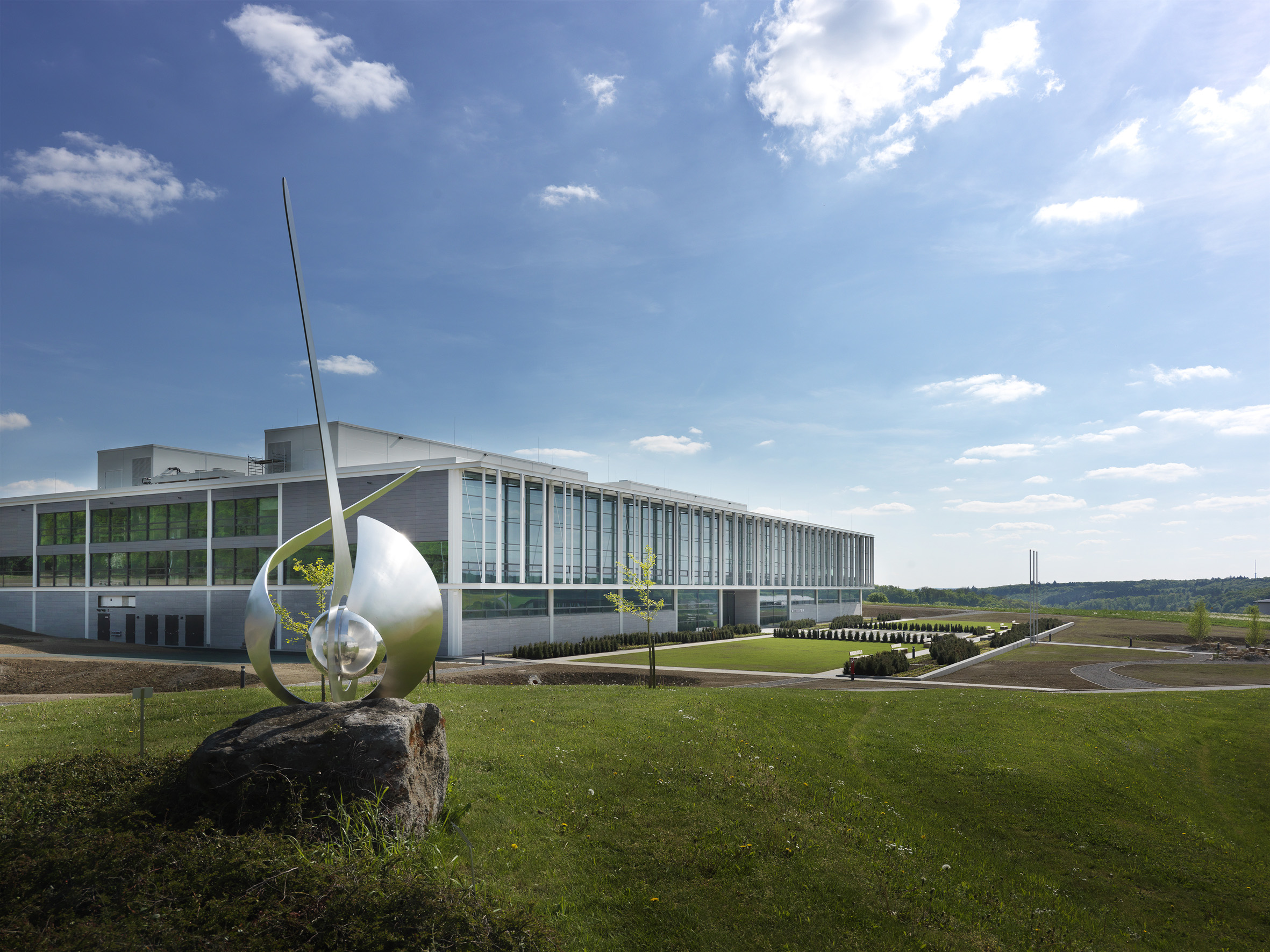
Hauptsitz der Wittenstein SE in Igersheim-Harthausen

Die Wittenstein SE ist ein deutscher Hersteller von Planetengetrieben, Verzahnungstechnik, kompletten elektromechanischen Antriebssystemen, sowie AC-Servosystemen und -motoren mit Sitz in Harthausen, einem Ortsteil von Igersheim im Main-Tauber-Kreis. Einsatzgebiete sind zum Beispiel Roboter, Werkzeugmaschinen, die Verpackungs-, Förder- und Verfahrenstechnik, die Wehrtechnik, die Formel 1, Papier- und Druckmaschinen, Nanotechnologie, Hub- und Bühnentechnik, Luft- und Raumfahrt sowie die Offshore-Erdgas- und Erdölförderung.

## Geschichte

### Gründerjahre
1949 gründeten Walter Wittenstein und Bruno Dähn in Steinheim die Firma Dewitta. Schwerpunkt des Unternehmens war – auf geliehenen Gerätschaften – die Herstellung einer Doppelkettenstichmaschine zur Herstellung von Handschuhen. 1952 erfolgte aus Platzgründen der Umzug von Steinheim nach Bad Mergentheim. Als erste Fabrikationsstätte diente dort eine alte Baracke am Eissee, die ursprünglich nur als Zwischenlösung gedacht war. Wegen erneuten Platzmangels zog Dewitta 1964 ins benachbarte Igersheim.

### Neuausrichtung
In den 1970er Jahren trugen immer weniger Damen Handschuhe und in der Folge sank der Verkauf von Maschinen zu deren Herstellung. Für das Unternehmen wurden in dieser Zeit die Lohnarbeiten und das Herstellen anderer Produkte, z. B. Schussapparate für Stahlnägel, Maschinen zum Füllen und Verschließen von Tuben sowie zum Verpacken von Toastbrot, immer wichtiger. Bald wurde durch diese Arbeiten die Hälfte des Umsatzes erzielt.
Zudem bahnte sich ein Generationenwechsel an. Firmengründer Walter Wittenstein zog sich nach und nach aus dem Unternehmen zurück (und starb 1988 in Igersheim), sein Sohn Manfred Wittenstein trat 1979 in das Unternehmen ein. Er änderte das Fertigungs- und Produktprogramm und kam auf der Suche nach Marktchancen und geeigneten Produkten mit Alleinstellungsmerkmalen auf die Herstellung von spielarmen Planetengetrieben.
1983 wurde auf der Hannover Messe das erste Planetengetriebe der SP-Baureihe vorgestellt. Die SPs waren so erfolgreich, dass schon kurz darauf mit Alpha Getriebebau ein Tochterunternehmen gegründet wurde. Es entstand 1984 als Kooperation mit dem mittelständischen Unternehmen Bastian in Fellbach und Wittenstein, mit Manfred Bastian und Manfred Wittenstein als geschäftsführenden Gesellschaftern. Die Montage wurde 1990 komplett nach Weikersheim verlagert. Bis zum Auszug im Jahr 1996 arbeiteten dort im Durchschnitt 40 Mitarbeiter. An diesem Standort endete auch die Ära der Nähmaschinen, das Nähmaschinenprogramm wurde anschließend mit allen Ersatzteilen, Fräsmaschinen und Vorrichtungen komplett veräußert.

### Internationalisierung
Zu Beginn der 1990er Jahre begann Wittenstein mit der internationalen Expansion. Mit Alpha Réducteurs in Paris wurde die erste Auslandstochter gegründet, kurz darauf wurde Alpha Getriebe in Tokio (Japan) ins Leben gerufen. Mit der Gründung von Wittenstein Motion Control 1992 wurde die Unternehmensgruppe zum Systemanbieter für elektromechanische Servoantriebe und -antriebssysteme. In den Folgejahren wurden nach und nach weitere Tochtergesellschaften gegründet: Wittenstein Intens und Wittenstein Cyber Motor.
Im Jahr 1995 gründete Manfred Wittenstein zusammen mit dem damaligen Rektor des Deutschorden-Gymnasiums Bad Mergentheim die „Wittenstein Stiftung“ (heute "Dr. Anna-Katharina Wittenstein-Stiftung"). Diese vergibt jedes Jahr an einen Abiturienten der Schule ein Stipendium für ein naturwissenschaftliches Studium. Auf Initiative Wittensteins entstand mit „Kreative Köpfe“ zudem ein Nachwuchsförderwettbewerb für Schüler der Region.
1996 erfolgte der Umzug in die ersten neu errichteten Gebäude im Gewerbegebiet Harthausen. Zwischen 1999 und 2007 wuchs die Zahl der Produktionshallen am Hauptsitz auf insgesamt sechs. Im Jahr 2001 erhielt das Unternehmen eine neue Struktur: die bisherige Wittenstein GmbH & Co. KG wurde in eine nicht-börsennotierte familiengeführte Aktiengesellschaft umgewandelt. Im weiteren Verlauf des Jahrzehnts folgten mit Wittenstein Aerospace & Simulation und Wittenstein Electronics weitere Tochtergründungen. 2008 erwarb die Gruppe die Mehrheitsbeteiligung an Attocube Systems und integrierte sie 2011 als eine 100%ige Tochtergesellschaft.

### Aktuelle Unternehmensentwicklung
Ende September 2016 firmierte das Unternehmen von der Aktiengesellschaft (AG) in eine Europäische Aktiengesellschaft (SE) um.
2014 wurde ein neues Gebäude am Standort in Harthausen fertiggestellt und bezogen.
Im Geschäftsjahr 2015/2016 lag die Exportrate bei 62 % und zu Beginn des Jahres 2016 wurden weltweit knapp 2.000 Mitarbeiter beschäftigt, davon rund 1.600 in Deutschland.
2017 erwarb Wittenstein sämtliche Anteile der baramundi software AG. Für eine marktorientiertere Ausrichtung stellt sich Wittenstein in vielen Bereichen strukturell und organisatorisch neu auf:
Wittenstein Electronics: Integration in Wittenstein Cyber Motor. Wittenstein Motion Control: das Geschäftsfeld Industrie wird auf Wittenstein Cyber Motor und Wittenstein Alpha aufgeteilt. Wittenstein Bastian: Integration von Entwicklung und Vertrieb in Wittenstein Alpha. Die Urbane Produktion in Fellbach wird als Produktions- und Kompetenzzentrum für Verzahnungsbauteile und Sondergetriebe weiter ausgebaut.
Im März 2020 verkaufte Wittenstein seine Medizinsparte an das Medtec-Unternehmen Orthofix.
Zum 1. April 2020 wurde die Tochtergesellschaft Wittenstein galaxie GmbH gegründet. Ebenfalls mit Wirkung zum 1. April 2020 wurden die beiden Tochtergesellschaften Wittenstein motion control GmbH und Wittenstein aerospace & simulation GmbH rechtlich zusammengeführt. Mit der Integration der Wittenstein aerospace & simulation GmbH bündelte und erweiterte sich das Geschäftsfeld der Wittenstein motion control GmbH im Bereich der mechatronischen und cybertronischen Antriebssysteme für erschwerte Umweltanforderungen. Damit sind unter dem Dach der Wittenstein Gruppe sechs Geschäftsfelder vereint.
Am 4. November 2020 verschmolzen die Firmen attocube systems AG und neaspec GmbH unter dem gemeinsamen Namen attocube systems AG, mit drei strategischen Geschäftsfeldern für nanopräzise Positionierung, Kryo-Nanoskopie und Nano-Spektroskopie.
Im September 2021 wurde die Wittenstein Stiftung gegründet. Zweck der Wittenstein Stiftung ist die Förderung von Bildung und Erziehung sowie die Förderung der Wissenschaft und Forschung.
Steffen Schwerd ist seit 1. April 2022 Chief Sales Officer (CSO) der Wittenstein SE. Am 2. Juni 2022 wurde die Software Factory der baramundi software AG in Augsburg eröffnet.
Im Frühjahr 2023 gründete die WITTENSTEIN SE mit dem Messtechnik-Unternehmen WIKA Alexander Wiegand SE & Co. KG die Resense GmbH, ein Gemeinschaftsunternehmen (Joint Venture) zur Entwicklung, Produktion und Vermarktung miniaturisierter 6-achsiger Kraft-Drehmomentsensoren für den industriellen Markt.

## Standorte
Die Unternehmensgruppe ist an 25 Standorten in mehr als 45 Ländern vertreten. (Stand: November 2020). 
Der Hauptsitz befindet sich in Igersheim-Harthausen, wo die Verwaltungsgebäude, die Innovationsfabrik, die Produktionshallen und das Logistikzentrum und die eigene Ausbildungsstätte talent arena sind, und die Fertigung von Getriebegehäusen, Antriebswellen und Motoranbauteile ist im Werk Igersheim. Die Zahnräder werden bis heute in Fellbach produziert. – dort seit 2012 in der „Urbanen Produktion der Zukunft“. Weitere Produktionsstandorte hat die Unternehmensgruppe als eigene Tochtergesellschaften in den USA (Bartlett bei Chicago), Rumänien (Sura Mica bei Sibiu) und der Schweiz (Grüsch, Graubünden).

## Auszeichnungen
2015 wurde die Wittenstein SE auf der Hannover Messe für ihr Getriebe Galaxie mit dem Hermes Award ausgezeichnet.
Die Wittenstein SE hat für ihr Hochleistungsgetriebe mit dynamisierten Einzelzähnen im Jahre 2016 den Innovationspreis der deutschen Wirtschaft gewonnen.
Das Erfinderteam Manfred Wittenstein und Thomas Bayer wurde mit dem Galaxie-Getriebe für den Deutschen Zukunftspreis 2018, den Preis des Bundespräsidenten für Technik und Innovation, nominiert.
Für die neue Getriebegattung Galaxie erhielt die Wittenstein SE die Rudolf-Diesel-Medaille 2019, Deutschlands ältesten Innovationspreis, für die nachhaltigste Innovationsleistung.

## Sonstiges
Der Innovationsaufwand bezogen auf den Konzernumsatz beträgt jährlich ca. 7 %, ca. 12 % der Mitarbeiter sind im Bereich Forschung und Entwicklung tätig. Die Ausbildungsquote liegt bei 6 %.
Der internationale Klassik-Gesangswettbewerb „DEBUT“, der im Jahre 2002 von Manfred Wittenstein initiiert wurde, fördert junge Opernsängerinnen und Opernsänger. Die Wittenstein SE ist Hauptsponsor des Gesangswettbewerbs.